# Fontcouverte-la-Toussuire
Fontcouverte-la-Toussuire is een gemeente in het Franse departement Savoie (regio Auvergne-Rhône-Alpes). De plaats maakt deel uit van het arrondissement Saint-Jean-de-Maurienne. Fontcouverte-la-Toussuire telde op 1 januari 2022 482 inwoners.

## Geografie
De oppervlakte van Fontcouverte-la Toussuire bedroeg op 1 januari 2022 21,52 vierkante kilometer; de bevolkingsdichtheid was toen 22,4 inwoners per km².

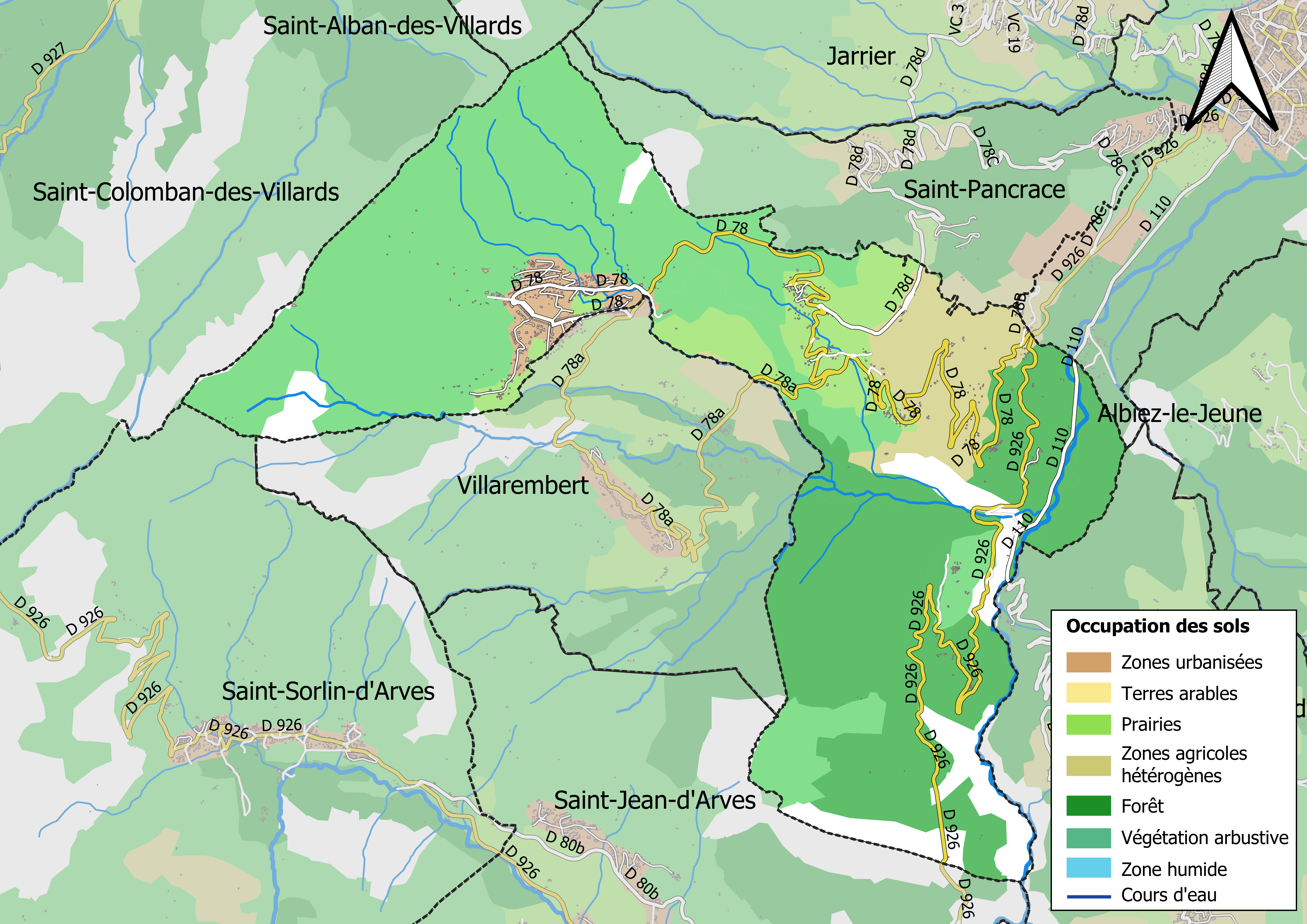
Kaart van de gemeente met de belangrijkste infrastructuur, bodemgebruik en omliggende gemeenten

### Afbeeldingen

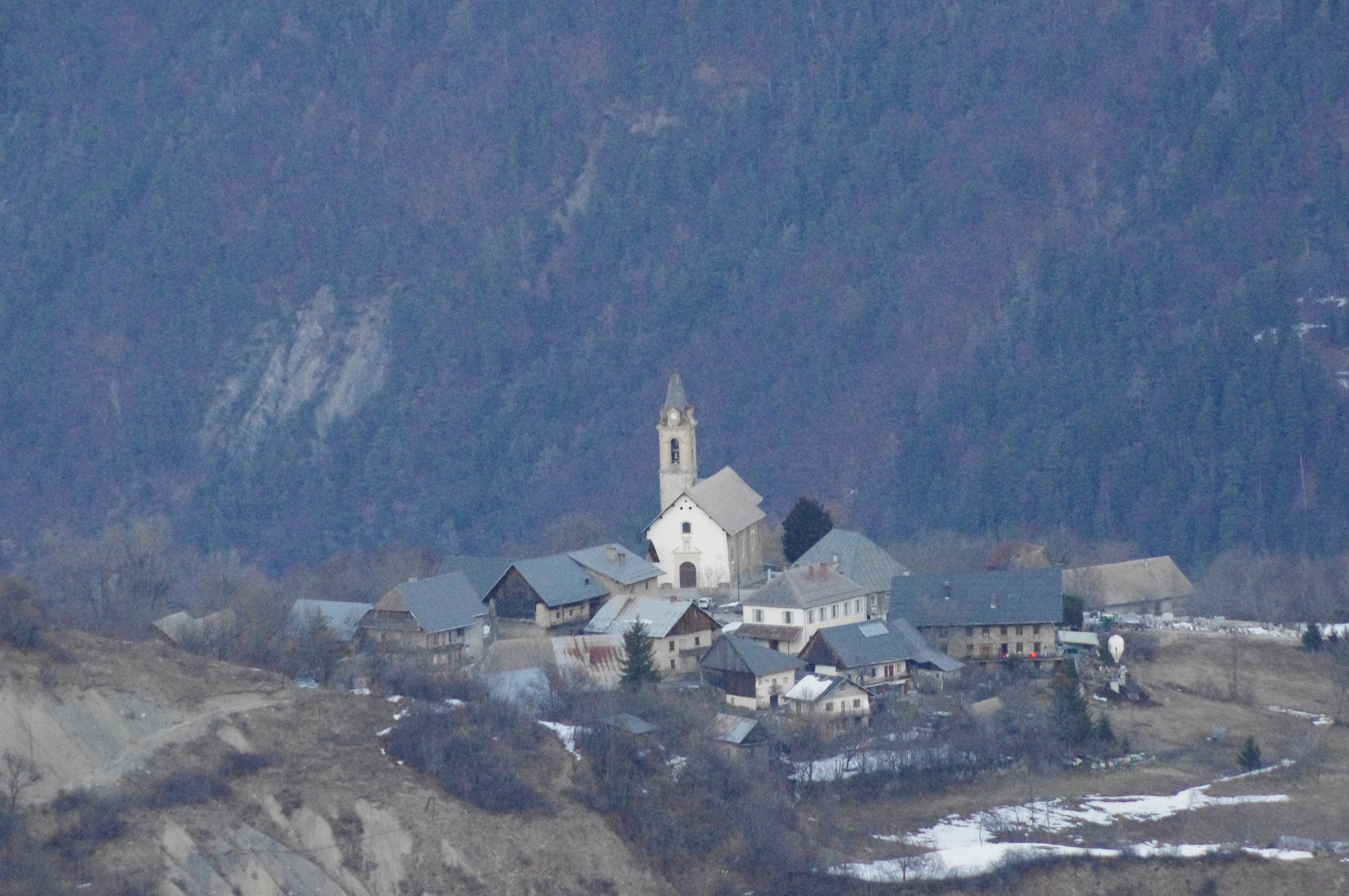
Hoofdplaats van Fontcouverte
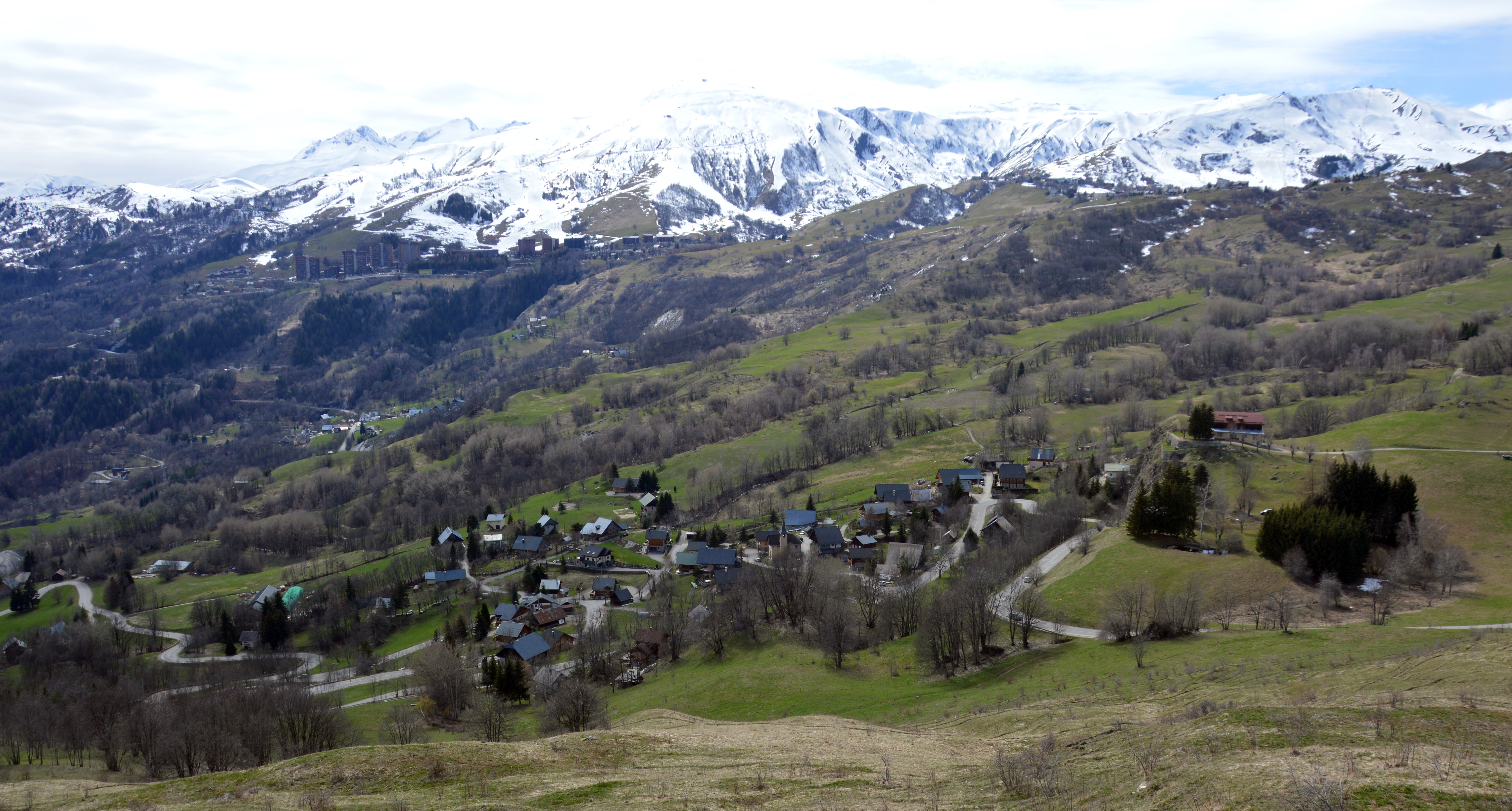
La Rochette (voorgrond)
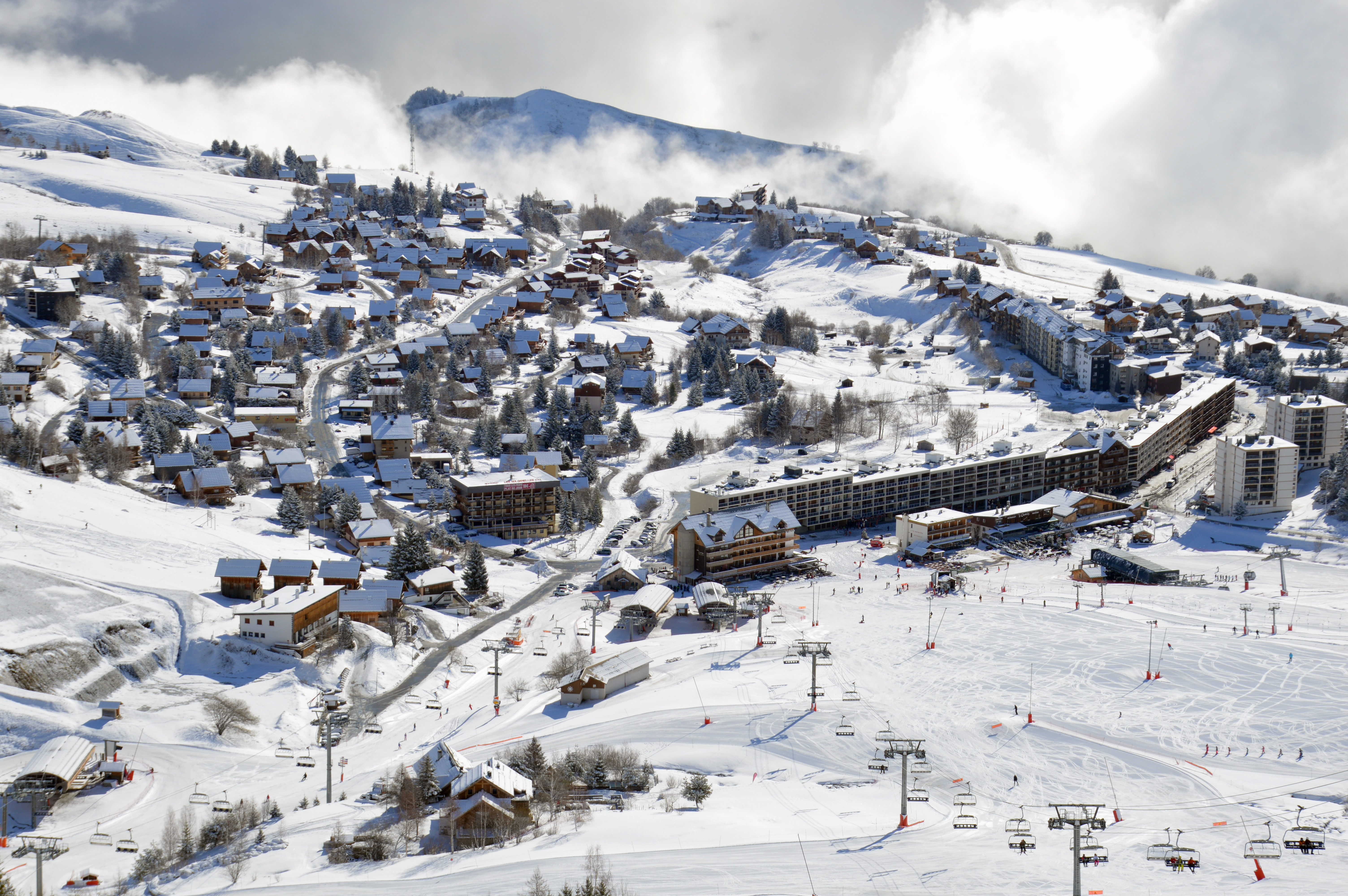
Skidorp La Toussuire
Lac du Titou

## Demografie
Onderstaande figuur toont het verloop van het inwonertal (bron: INSEE-tellingen).

## Sport
La Toussuire is een skidorp in het skigebied Les Sybelles. De omliggende skidorpen zijn: Le Corbier, Saint-Sorlin-d'Arves en Saint-Jean-d'Arves.
La Toussuire was drie keer aankomstplaats van een bergetappe in de wielerkoers Ronde van Frankrijk. 
De ritwinnaars in La Toussuire zijn:
- 2006: Michael Rasmussen
- 2012: Pierre Rolland
- 2015: Vincenzo Nibali